# Jimmy Flores
Jimmy Flores (10 de octubre de 1984) es un exfutbolista peruano. Jugaba de defensa central o de lateral derecho.

## Clubes
| Club              | País | Año         |
| ----------------- | ---- | ----------- |
| Cienciano         | Perú | 2005        |
| Sport Áncash      | Perú | 2005        |
| Cienciano         | Perú | 2006 - 2008 |
| Real Academia     | Perú | 2009        |
| Deportivo Coopsol | Perú | 2010        |
| Cienciano         | Perú | 2011 - 2013 |
| Alfonso Ugarte    | Perú | 2014 - 2015 |
| Alfonso Ugarte    | Perú | 2017 - 2018 |